# Отто, Миранда
Мира́нда Лин О́тто (англ. Miranda Lin Otto, родилась 15 декабря 1967 года, Брисбен, Квинсленд, Австралия) — австралийская актриса театра, кино и телевидения. Её дебют в кино состоялся в фильме «Война Эммы», в котором она сыграла подростка, переехавшего в австралийский буш во время Второй мировой войны. Наиболее известна по роли Эовин в кинотрилогии Питера Джексона «Властелин колец» и Зельды Спеллман в сериале Netflix «Леденящие душу приключения Сабрины». Среди других её заметных работ роли в таких фильмах, как «Звериная натура» (2001), «Война миров» (2005), «Редкие цветы» (2013), «Я, Франкенштейн» (2014) и «Проклятие Аннабель: Зарождение зла» (2017).

## Ранние годы
Родилась в актёрской семье 15 декабря 1967 года. Отец — австралийский актёр и художник Барри Отто. Мать — Линдсей Отто, актриса, впоследствии торговец модной одеждой. Родители развелись в 1973 году, когда Миранде было шесть лет. У Миранды есть брат Эдвард Отто и сестра Грейси Отто, которая также пробовала стать актрисой, но впоследствии отдала предпочтение работе сценариста и режиссёра.
Миранда Отто выросла в Ньюкасле и Брисбене, а также некоторое время проживала в Гонконге. Несмотря на развод родителей, отец поддерживал контакты с семьёй, и общение с ним оказало влияние на решение Отто стать актрисой, хотя в детстве она занималась также балетом. Отто проводила выходные и каникулы с отцом в Сиднее, и он помог ей развить в себе актёрский талант.
В детстве Отто и её друзья в свободное время писали сценарии и придумывали костюмы. Миранда Отто появилась в нескольких пьесах в театре Нимрод, чем привлекла внимание кастинг-директора Фейса Мартина. Впоследствии в 1986 году актриса получила роль в драме о Второй мировой войне «Война Эммы». Фильм не имел большого успеха и остался незамеченным критикой.
Будучи подростком, Отто увлекалась балетом и думала о карьере в этой области, но позже была вынуждена отказаться от своей цели из-за сколиоза.

## Карьера

### Ранняя карьера
Свою первую роль в кино Миранда Отто получила в 1986 году в драме «Война Эммы».
В 1990 году окончила Национальный институт драматического искусства в Сиднее. Перед своим выпуском она появилась в незначительных ролях в фильмах «Инициация» (1987) и «Тринадцатый этаж» (1988), а также исполнила эпизодические роли в сериалах «Летающие доктора» и «Примитивная страна».
Первой работой, повлёкшей всеобщее внимание к актрисе, стала роль в комедии Кэти Мюллер «Девушка, которая опоздала». В 1992 году роль Нелл Тисковиц, девушки, обожавшей лошадей, принесла Отто её первую номинацию на премию Австралийской академии кинематографа и телевидения за лучшую женскую роль.
Далее последовала мелодрама «Наши последние дни», в которой были показаны сложные отношения между членами австралийской семьи. Фильм принёс актрисе её вторую номинацию Австралийской академии кинематографа и телевидения, но на этот раз за лучшую женскую роль второго плана.
В 1993 году Миранда Отто вместе с Ноем Тейлором снялась в сексуально провокационном фильме «Сын Нострадамуса», который был основан на воспоминаниях автора Боба Эллиса о 60-х. Данный фильм привлёк Отто, потому что она была «очарована периодом и людьми, пришедшими из него». Затем Отто появилась с небольшой ролью в независимом фильме «Секс — слово из четырёх букв» (1995).
В 1995 году после череды неудачных прослушиваний Отто почти на год вернулась к матери в Ньюкасл.
В 1996 году режиссёр Ширли Барретт сняла Отто в роли застенчивой официантки в фильме «Любовная серенада». Отто исполнила роль Димити Хёрли, молодой девушки, конкурирующей со своей старшей сестрой Вики-Энн за внимание известного диджея из Брисбена.
В 1997 году последовали роли в таких фильмах, как «Колодец», «Хороший день для Пэтси Клайн» и «Настоящая любовь и хаос». Когда Отто получила сценарий к фильму «Колодец», она отказалась его читать, заранее думая, что не получит эту роль. Она считала, что не сможет убедительно сыграть роль восемнадцатилетней Кэтрин, так как ей самой на тот момент уже было 30. Фильм Саманты Лэнг об отношениях юной девушки, страдающей клаустрофобией и живущей взаперти одинокой стареющей женщины получил смешанные отзывы. Однако это не помешало Отто стать номинанткой на премию Австралийской академии кинематографа и телевидения в третий раз. Позже в том же году она снялась вместе с Ричардом Роксбургом в драме «Хороший день для Пэтси Клайн».
В 1997 году Отто начала встречаться с Роксбургом. Их отношения стали горячей темой многих австралийских журналов и СМИ, что для Отто было совершенно непривычно.
Следующим проектом актрисы стала романтическая комедия «Отдел невостребованных писем» (1998), в которой она впервые снялась вместе со своим отцом Барри Отто. Психологическая драма «В зимней тьме» режиссёра Джеймса Богла последовала позже в том же году. Отто исполнила роль Ронни, беременной девушки, которую недавно бросил парень. Фильм имел критический успех в Австралии, и Миранда Отто была в четвёртый раз номинирована на премию Австралийской академии кинематографа и телевидения.
Появление Отто в военной драме Терренса Малика «Тонкая красная линия» (1998) открыло ей дорогу к ролям в проектах за пределами Австралии. Например, в 2001 году она исполнила роль Рут Конуэй, жены американского генерала, в малобюджетном итальянском фильме «Трёхногая лисица», снятом по одноимённому роману Франческо Косты.

### Голливуд
Новый этап карьеры Отто начался с небольшой роли в голливудской картине «Что скрывает ложь» (2000).
В 2001 году она получила роль в комедии «Звериная натура». Сценарист Чарли Коуфман, впечатлённый её прослушиванием двумя годами ранее для его фильма «Быть Джоном Малковичем», организовал для Отто отдельное прослушивание с режиссёром фильма Мишелем Гондри. В том же году Отто появилась в экранизации романа Энтони Троллопа «Дороги, которые мы выбираем» от BBC.
Широкую известность Миранда Отто получила после исполнения роли Эовин в кинотрилогии Питера Джексона «Властелин колец». До начала съёмок ей пришлось шесть месяцев заниматься верховой ездой и учиться бою на мечах. Игра Отто принесла ей премию «Broadcast Film Critics Association Awards» и Премию Гильдии киноактеров США, а также номинацию на премию «Сатурн» за лучшую женскую роль второго плана.
Следующим проектом актрисы стал австралийский мини-сериал «Моими глазами: История Линди Чемберлен» (2004), снятый по реальным событиям, произошедшим в Австралии в 1980-х годах. Вместе с Отто, исполнившей роль Линди Чемберлен, в картине также снялись её муж Питер О'Брайен и отец Барри Отто. В 2005 году актриса была удостоена премии «Logie Awards» в номинации «Лучшая женская роль в драматическом телесериале».
Впечатлённый игрой Миранды Отто в кинотрилогии «Властелин колец» Стивен Спилберг предложил ей роль в своём фантастическом фильме «Война миров» (2005). Отто собиралась отказаться от роли, поскольку на тот момент была беременна, но по настоянию режиссёра сценарий был переработан с учётом беременности. После рождения дочери она взяла тайм-аут и уединилась с семьей в Австралии.
После декрета в 2007 году она появилась в роли Крикет Стюарт, жены известного режиссёра, в мини-сериале «Развод по-голливудски». В том же году она снялась в американском телесериале «Кашемировая мафия» (2008), представ в образе успешной бизнес-леди — управляющей отелем Джульетт Дрейпер. Однако проект был закрыт после одного короткого сезона.
С 2009 по 2012 года актриса появлялась преимущественно в австралийских картинах: «В её шкуре» (2009), «Блаженные» (2009), «Отшельники» (2010), «10 мгновений судьбы» (2013) и др.
В 2013 году Миранда Отто исполнила роль известной американской поэтессы Элизабет Бишоп в бразильской биографической мелодраме «Редкие цветы».
Далее последовал фильм Стюарта Битти «Я, Франкенштейн» (2014), в котором актриса предстала в образе Элеоноры, королевы горгулий.
В 2015 году появилась в пятом сезоне американского телесериала «Родина» о буднях агентов ЦРУ. За роль Эллисон Карр, руководительницы берлинского подразделения ЦРУ, Миранда Отто была номинирована на Премию гильдии киноактеров США.
Очередным проектом на телевидении стал сериал «24 часа: Наследие». Актриса начала сниматься в 2016 году и появилась в 12 эпизодах, сыграв Ребекку Инграм — жену сенатора, баллотирующегося на пост президента США. В том же году Миранда снялась в роли Эстер Мюллинс в фильме ужасов/приквеле «Проклятие Аннабель: Зарождение зла».
В 2018 году Миранда Отто получила роль Зельды Спеллман в сериале Netflix «Леденящие душу приключения Сабрины».
В конце того же года актриса присоединилась к актёрскому составу фильма Ната Факсона и Джима Раша «Под откос» — ремейку шведской трагикомедии «Форс-мажор» (2014). Премьерный показ кинокартины состоялся на кинофестивале «Сандэнс» 26 января 2020 года.
После окончания съёмок финальной части сериала «Леденящие душу приключения Сабрины», в начале марта 2020 года актриса вместе со своей семьей вернулась на родину. Поездка в Австралию во многом была связана с событиями, вызванными пандемией COVID-19. 28 сентября было объявлено, что в Сиднее стартуют съёмки нового четырёхсерийного мини-сериала от австралийского телеканала SBS «Необычные подозреваемые», в котором примет участие не только Миранда, но также её муж Питер О'Брайен и дочь Дарси. История рассказывает о краже многомиллионного ожерелья и женщинах из разных слоев общества, которые объединяются в борьбе за справедливость.
В апреле 2021 года стало известно, что актриса присоединилась к актёрскому составу мини-сериала «Пожары» — шестисерийной драмы от продюсеров Тони Айреса и Белинды Чайко. Сериал основан на историях людей, переживших катастрофический сезон пожаров в Австралии в конце 2019-начале 2020 года. За роль Кэт Симпсон Миранда была номинирована на австралийскую премию AACTA в категории «Лучшая актриса в драме». Также среди номинантов были представлены сразу три проекта актрисы — «Пожары» и «Необычные подозреваемые» в категории «Лучший мини-сериал или телефильм» и «Эффект мотылька» в категории «Лучшая развлекательная программа».

### Театр
Театральный дебют Миранды Отто состоялся в 1986 году в сиднейском театре в постановке «Горькие слёзы Петры Фон Кант». Далее последовали роли в таких спектаклях, как «Апрельские дожди», «Девушка, которая видела всё», «Блестящая ложь» и др. В 2002 году Отто вернулась на сцену в роли Норы в постановке «Кукольный дом», где и познакомилась со своим будущем мужем, Питером О’Брайеном. Данная роль принесла Миранде премию «MO Awards» за лучшую женскую роль в пьесе и номинацию на премию «Helpmann Awards» в 2003 году.
В 2004 году получила роль в психологическом триллере «Парень находит девушку». Однако из-за беременности актрисы спектакль был перенесён с декабря 2004 года на сентябрь 2005 года, поскольку режиссёр Робин Невин желал видеть Отто в своей постановке.
После 6-летнего перерыва Отто вновь вернулась на сцену театра. В 2011 году она исполнила роль Елены Турбиной в постановке «Белая Гвардия».

### Другая деятельность
В 2000 году Отто снялась в рекламном ролике ювелирных украшений «Damiani» вместе с американским актёром Брэдом Питтом.
В 2016 году стала амбассадором Queen Victoria Building в рамках проекта «Иконы Сиднея».

## Личная жизнь
В 1997 году Миранда Отто начала встречаться с актёром Ричардом Роксбергом, однако в 2000 году они расстались. В 2003 года вышла замуж за актёра Питера О’Брайена, с которым она познакомилась на репетициях постановки «Кукольный домик» в 2002 году. 1 апреля 2005 года у пары родилась дочь Дарси.

## Фильмография

### Кино
| Год  |    | Русское название                    | Оригинальное название                          | Роль                         |
| ---- | -- | ----------------------------------- | ---------------------------------------------- | ---------------------------- |
| 1986 | ф  | Война Эммы                          | Emma's War                                     | Эмма Грэнж                   |
| 1987 | ф  | Инициация                           | Initiation                                     | Стиви                        |
| 1988 | ф  | Тринадцатый этаж                    | The 13th Floor                                 | Ребекка                      |
| 1992 | ф  | Девушка, которая опоздала           | The Girl Who Came Late                         | Нэлл Тисковиц                |
| 1992 | ф  | Наши последние дни                  | The Last Days of Chez Nous                     | Энни                         |
| 1993 | ф  | Сын Нострадамуса                    | The Nostradamus Kid                            | Дженни О`Брайен              |
| 1995 | ф  | Секс – слово из четырёх букв        | Sex Is a Four Letter Word                      | Вив                          |
| 1996 | ф  | Любовная серенада                   | Love Serenade                                  | Димити Харли                 |
| 1997 | ф  | Колодец                             | The Well                                       | Катерина                     |
| 1997 | ф  | Настоящая любовь и хаос             | True Love and Chaos                            | Мими                         |
| 1997 | ф  | Хороший день для Пэтси Клайн        | Doing Time for Patsy Cline                     | Пэтси                        |
| 1998 | ф  | Отдел невостребованных писем        | Dead Letter Office                             | Элис Уолш                    |
| 1998 | ф  | В зимней тьме                       | In the Winter Dark                             | Ронни                        |
| 1998 | ф  | Тонкая красная линия                | The Thin Red Line                              | Марти Бэлл                   |
| 2000 | ф  | В пустыне                           | Kin                                            | Анна                         |
| 2000 | ф  | Что скрывает ложь                   | What Lies Beneath                              | Мэри Фор                     |
| 2001 | ф  | Звериная натура                     | Human Nature                                   | Габриэль                     |
| 2002 | ф  | Под гипнозом                        | Doctor Sleep                                   | Клара Строзер                |
| 2002 | ф  | Лекарь                              | Julie Walking Home                             | Джули Маковски               |
| 2002 | ф  | Властелин колец: Две крепости       | The Lord of the Rings: The Two Towers          | Эовин                        |
| 2003 | ф  | Дэнни – летающий шезлонг            | Danny Deckchair                                | Гленда Лейк                  |
| 2003 | ф  | Властелин колец: Возвращение короля | The Lord of the Rings: The Return of the King  | Эовин                        |
| 2004 | ф  | Трёхногая лисица                    | La volpe a tre zampe                           | Рут                          |
| 2004 | ф  | В доме моего отца                   | In My Father's Den                             | Пенни                        |
| 2004 | ф  | Полёт Феникса                       | Flight of the Phoenix                          | Келли Джонсон                |
| 2005 | ф  | Война миров                         | War of the Worlds                              | Мэри Энн Дэвис               |
| 2009 | ф  | В её шкуре                          | In Her Skin                                    | миссис Барбер                |
| 2009 | ф  | Блаженные                           | Blessed                                        | Бьянка                       |
| 2010 | ф  | Отшельники                          | South Solitary                                 | Мередит Эпплтон              |
| 2013 | ф  | Редкие цветы                        | Flores Raras                                   | Элизабет Бишоп               |
| 2013 | ф  | 10 мгновений судьбы                 | The Turning                                    | Шерри                        |
| 2014 | ф  | Я, Франкенштейн                     | I, Frankenstein                                | Леонор                       |
| 2014 | ф  | Местный                             | The Homesman                                   | Теолайн Белкнапп             |
| 2015 | ф  | Дочь                                | The Daughter                                   | Шарлотта                     |
| 2017 | ф  | Танцевальная академия: Фильм        | Dance Academy: The Movie                       | Мадлен Монкур                |
| 2017 | ф  | Проклятие Аннабель: Зарождение зла  | Annabelle: Creation                            | Эстер Мюллинс                |
| 2018 | ф  | Сопровождающая                      | The Chaperone                                  | Рут Сент-Дэвис               |
| 2018 | ф  | Зои                                 | Zoe                                            | дизайнер                     |
| 2020 | ф  | Под откос                           | Downhill                                       | Шарлотта                     |
| 2022 | ф  |                                     | At The Gates                                   | Марианна Баррис              |
| 2023 | ф  | Бюро магических услуг               | The Portable Door                              | графиня Джуди                |
| 2023 | ф  | Два, три, демон, приди!             | Talk To Me                                     | Сью                          |
| 2023 | ф  |                                     | Being Betty Flood                              | Анеска Флад (озвучка)        |
| 2024 | мф | Властелин колец: Война рохирримов   | The Lord Of The Rings: The War Of The Rohirrim | Эовин, рассказчица (озвучка) |

### Телевидение
| Год       |    | Русское название                    | Оригинальное название              | Роль             |
| --------- | -- | ----------------------------------- | ---------------------------------- | ---------------- |
| 1988      | с  | Летающие доктора                    | The Flying Doctors                 | Эми Броди        |
| 1988      | с  | Примитивная страна                  | A Country Practice                 | Милли Эллкотт    |
| 1991      | с  | Хамптон-Корт                        | Hampton Court                      | Мелисса          |
| 1991      | тф | Герои 2: Возвращение                | Heroes II: The Return              | Рома Пейдж       |
| 1994      | с  | Джи Пи                              | G.P.                               | Элизабет Уиггинс |
| 1995      | с  | Полицейский отряд спасения          | Police Rescue                      | Аманда           |
| 1999      | тф | Джек Булл                           | The Jack Bull                      | Кора Реддинг     |
| 2001      | с  | Дороги, которые мы выбираем         | The Way We Live Now                | миссис Хартл     |
| 2004      | тф | Моими глазами                       | Through My Eyes                    | Линди Чемберлен  |
| 2007      | с  | Развод по-голливудски (мини-сериал) | The Starter Wife                   | Крикет Стюарт    |
| 2008      | с  | Кашемировая мафия                   | Cashmere Mafia                     | Джульет Дрейпер  |
| 2011      | с  | Ключи Локков                        | Locke & Key                        | Нина Лок         |
| 2012      | с  | Леди-детектив мисс Фрайни Фишер     | Miss Fisher's Murder Mysteries     | Лидия Эндрюс     |
| 2012      | тф | Мабо                                | Mabo                               | Маргарет Уайт    |
| 2014      | с  | Рейк                                | Rake                               | Мэдди Дин        |
| 2015      | с  | Родина                              | Homeland                           | Эллисон Карр     |
| 2017      | с  | 24 часа: Наследие                   | 24: Legacy                         | Ребекка Инграм   |
| 2018—2020 | с  | Леденящие душу приключения Сабрины  | The Chilling Adventures of Sabrina | Зельда Спеллман  |
| 2021      | с  | Необычные подозреваемые             | The Unusual Suspects               | Сара Бизли       |
| 2021      | с  | Эффект мотылька                     | The Moth Effect                    | Дженни           |
| 2021      | с  | Пожары                              | Fires                              | Кэт              |
| 2022      | с  |                                     | True Colours                       | Изабель          |
| 2023      | с  | Человек-коала                       | Koala Man                          | Минди (озвучка)  |
| 2023      | с  | Велнес-мания                        | Wellmania                          | Камилла Лавин    |
| 2023      | с  | Очищение                            | The Clearing                       | Эдриенн          |

## Роли в театре
| Год  | Название                     | Оригинальное название              | Роль           | Место проведения                   |
| ---- | ---------------------------- | ---------------------------------- | -------------- | ---------------------------------- |
| 1986 | Горькие слёзы Петры Фон Кант | The Bitter Tears of Petra von Kant |                | The Wharf Theatre, Сидней          |
| 1986 | Настоящая вещь               | The Real Thing                     |                | Playhouse, Ньюкасл                 |
| 1989 | Кавказский меловой круг      | The Caucasian Chalk Circle         |                | National Institute of Dramatic Art |
| 1989 | Апрельские дожди             | April Showers                      |                | National Institute of Dramatic Art |
| 1990 | Сторожевая башня             | The Watchtower                     |                | National Institute of Dramatic Art |
| 1990 | Человек из Мукинупина        | The Man from Mukinupin             |                | National Institute of Dramatic Art |
| 1991 |                              | Sixteen Words for Water            | Бетси          | The Wharf Theatre, Сидней          |
| 1992 |                              | Time and the Room                  | спящая девушка | The Wharf Theatre, Сидней          |
| 1992 | Девушка, которая видела всё  | The Girl Who Saw Everything        | Эдвина Роуз    | The Wharf Theatre, Сидней          |
| 1993 | Блестящая ложь               | Brilliant Lies                     | Сьюзи          | гастроли по Австралии              |
| 1995 | Джиджи                       | Gigi                               | Джиджи         | Suncorp Theatre, Брисбен           |
| 1997 |                              | Vivaldi’s Ring of Mystery          |                | Sydney Opera House, Сидней         |
| 2002 | Кукольный дом                | A Doll’s House                     | Нора           | The Wharf Theatre, Сидней          |
| 2005 | Парень находит девушку       | Boy Gets Girl                      | Тереза Беделл  | The Wharf Theatre, Сидней          |
| 2011 | Белая гвардия                | The White Guard                    | Елена Турбина  | Sydney Theatre, Сидней             |

## Награды и номинации
| Год  | Награда                             | Категория                                       | Работа                              | Результат |
| ---- | ----------------------------------- | ----------------------------------------------- | ----------------------------------- | --------- |
| 1992 | AFI Award                           | Лучшая актриса                                  | Девушка, которая опоздала           | Номинация |
| 1992 | AFI Award                           | Лучшая актриса второго плана                    | Наши последние дни                  | Номинация |
| 1993 | Круг кинокритиков Австралии         | Лучшая актриса второго плана                    | Наши последние дни                  | Номинация |
| 1996 | Круг кинокритиков Австралии         | Лучшая актриса                                  | Любовная серенада                   | Номинация |
| 1997 | AFI Award                           | Лучшая актриса                                  | Колодец                             | Номинация |
| 1998 | AFI Award                           | Лучшая актриса второго плана                    | В зимней тьме                       | Номинация |
| 1998 | Круг кинокритиков Австралии         | Лучшая актриса                                  | Колодец                             | Номинация |
| 1999 | Круг кинокритиков Австралии         | Лучшая актриса                                  | Отдел невостребованных писем        | Номинация |
| 1999 | Спутник                             | Лучший актёрский состав                         | Тонкая красная линия                | Победа    |
| 2002 | ACCA                                | Лучший актёрский состав                         | Властелин колец: Две крепости       | Номинация |
| 2003 | Империя                             | Лучшая актриса                                  | Властелин колец: Две крепости       | Номинация |
| 2003 | Gold Derby Award                    | Лучший актёрский состав                         | Властелин колец: Две крепости       | Номинация |
| 2003 | OFCS Award                          | Лучший актёрский состав                         | Властелин колец: Две крепости       | Победа    |
| 2003 | PFCS Award                          | Лучший актёрский состав                         | Властелин колец: Две крепости       | Победа    |
| 2003 | Премия Гильдии киноактёров США      | Лучший актёрский состав в игровом кино          | Властелин колец: Две крепости       | Номинация |
| 2003 | Jury Award                          | Лучшая актриса                                  | Лекарь                              | Победа    |
| 2003 | Helpmann Award                      | Лучшая актриса в пьесе                          | Кукольный дом                       | Номинация |
| 2003 | MO Award                            | Лучшая актриса в пьесе                          | Кукольный дом                       | Победа    |
| 2003 | ACCA                                | Лучший актёрский состав                         | Властелин колец: Возвращение короля | Победа    |
| 2003 | DVDX Award                          | Лучший аудиокомментарий                         | Властелин колец: Возвращение короля | Номинация |
| 2003 | Golden Schmoes                      | Лучшая актриса второго плана                    | Властелин колец: Возвращение короля | Номинация |
| 2003 | Национальный совет кинокритиков США | Лучший актёрский состав                         | Властелин колец: Возвращение короля | Победа    |
| 2004 | Сатурн                              | Лучший актёрский состав                         | Властелин колец: Возвращение короля | Номинация |
| 2004 | Выбор критиков                      | Лучший актёрский состав                         | Властелин колец: Возвращение короля | Победа    |
| 2004 | Gold Derby Award                    | Лучший актёрский состав                         | Властелин колец: Возвращение короля | Победа    |
| 2004 | INOCA                               | Лучшая актриса второго плана                    | Властелин колец: Возвращение короля | Номинация |
| 2004 | PFCS Award                          | Лучший актёрский состав                         | Властелин колец: Возвращение короля | Номинация |
| 2004 | Премия Гильдии киноактёров США      | Лучший актёрский состав в игровом кино          | Властелин колец: Возвращение короля | Победа    |
| 2004 | Logie Awards                        | Лучшая актриса драматического сериала           | Моими глазами                       | Победа    |
| 2005 | AFI Award                           | Лучшая актриса телевидения                      | Моими глазами                       | Номинация |
| 2011 | Круг кинокритиков Австралии         | Лучшая актриса                                  | Отшельники                          | Номинация |
| 2011 | InStyle Women Of Style Award        | Культура и искусство                            |                                     | Победа    |
| 2012 | Helpmann Award                      | Лучшая актриса второго плана в пьесе            | Белая гвардия                       | Номинация |
| 2014 | Women Film Critics Circle Awards    | Лучший актёрский состав                         | Местный                             | Победа    |
| 2016 | Премия Гильдии киноактёров США      | Лучший актёрский состав в драматическом сериале | Родина                              | Номинация |
| 2016 | AACTA Award                         | Лучшая актриса второго плана                    | Дочь                                | Победа    |
| 2017 | FFCA Award                          | Лучшая актриса второго плана                    | Дочь                                | Номинация |
| 2017 | Круг кинокритиков Австралии         | Лучшая актриса второго плана                    | Дочь                                | Победа    |
| 2021 | AACTA Award                         | Лучшая актриса в драме                          | Пожары                              | Номинация |